# Frans Twaalfhoven
Franciscus (Frans) Twaalfhoven (Bodegraven, 16 januari 1925 – 3 juli 2003) was een Nederlands politicus van de KVP en later het CDA.
Hij ging eind 1948 als volontair werken bij de gemeentesecretarie van Reeuwijk en in mei 1949 trad hij als adjunct-commies in dienst bij de gemeentesecretarie van Berkel en Rodenrijs. In 1959 werd Twaalfhoven hoofdcommies bij de gemeente Made en Drimmelen en vanaf november 1961 was hij de burgemeester van Nieuw-Vossemeer. In april 1967 volgde zijn benoeming tot burgemeester van Hoeven. In 1986 kwam een einde aan zijn burgemeesterscarrière en midden 2003 overleed hij op 78-jarige leeftijd.